# Junya Tanaka (fotbollsspelare född 1983)
Junya Tanaka (田中 淳也 Tanaka Junya?), född 24 april 1983 i Osaka prefektur, är en japansk före detta fotbollsspelare.
Tanaka började sin karriär 2005 i Vissel Kobe. Efter Vissel Kobe spelade han för JEF United Chiba, Sagan Tosu och Verspah Oita. Han avslutade karriären 2014.